# 局部可积函数
在数学中，局部可积函数是指在定义域内的所有紧集上都可积的函数。

## 常见定义
设{\displaystyle \Omega }为欧几里得空间{\displaystyle \mathbb {R} ^{n}}中的一个开集。设{\displaystyle \scriptstyle f:\Omega \to \mathbb {C} }是一个勒贝格可测函数。如果函数{\displaystyle f}在任意紧集{\displaystyle K\subset \Omega }上的勒贝格积分都存在：
{\displaystyle \int _{K}|f|\mathrm {d} x<+\infty \,}
那么就称函数{\displaystyle f}为一个{\displaystyle \Omega }-局部可积的函数。所有在{\displaystyle \Omega }上局部可积的函数的集合一般记为{\displaystyle \scriptstyle L_{loc}^{1}(\Omega )}：
{\displaystyle L_{loc}^{1}(\Omega )=\left\{f:\Omega \to \mathbb {C} ,\right.}可测{\displaystyle \left.\left|\ f\in L^{1}(K),\ \forall K\in {{\mathcal {P}}_{0}(\Omega )}\right.\right\}}
其中{\displaystyle \scriptstyle {{\mathcal {P}}_{0}(\Omega )}}指{\displaystyle \Omega }包含的所有的紧集的集合。

### 一般测度空间
对于更一般的测度空间{\displaystyle (X,d\mu )}，也可以类似地定义其上的局部可积函数。

## 性质
- 所有{\displaystyle \Omega }上的连续函数与可积函数都是{\displaystyle \Omega }-局部可积的函数。如果{\displaystyle \Omega }是有界的，那么{\displaystyle \Omega }上的L2函数也是{\displaystyle \Omega }-局部可积的函数[3]。
- 局部可积函数都是几乎处处有界的函数{\displaystyle (X,d\mu )}，也可以类似地定义其上的局部可积函数[4]。
- 复数值的函数{\displaystyle f}是局部可积函数，当且仅当其实部函数  {\displaystyle Re(f):x\to Re\left(f(x)\right)}与虚部函数  {\displaystyle Im(f):x\to Im\left(f(x)\right)}都是局部可积函数。实数值的函数{\displaystyle f}是局部可积函数，当且仅当其正部函数  {\displaystyle f_{+}:x\to \left(f(x)\right)_{+}}与负部函数  {\displaystyle f_{-}:x\to \left(f(x)\right)_{-}}都是局部可积函数[4]。